# 大型溞
大型溞（学名：Daphnia magna）为溞科溞属的动物。分布于亚洲、欧洲、北美洲、非洲以及中国大陆的江苏、安徽、山东、河北、河南、辽宁、吉林、黑龙江、内蒙古、陕西、山西、甘肃、青海、西藏等地，多生活于水草繁茂的富营养型小水域中，例如池塘、水坑、间歇性积水以及小型湖泊等以及也可生活在海边低盐度的咸水积水中。